# Evžen Oněgin

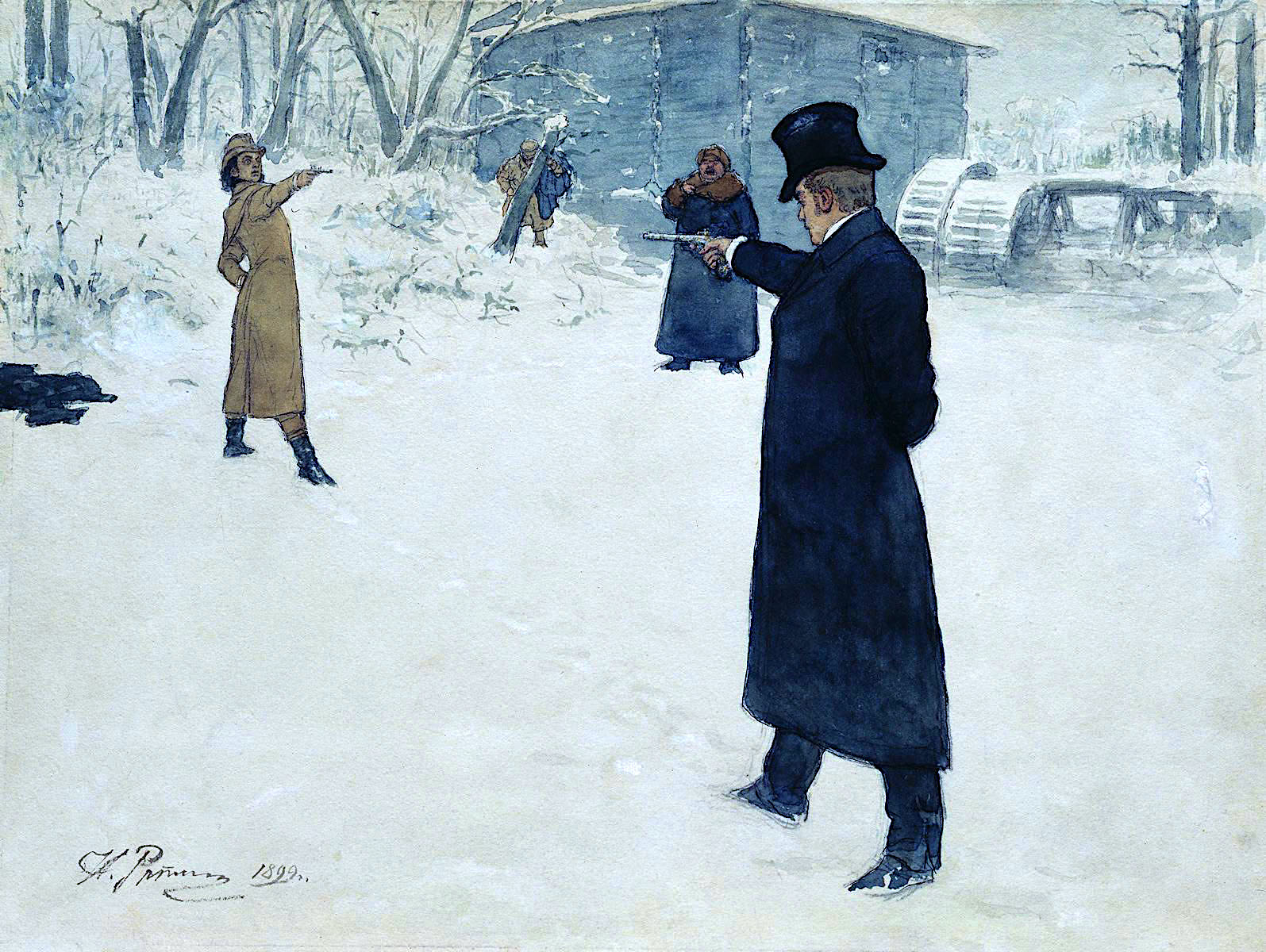
Ilja Repin: Souboj Oněgina s Lenským

Evžen Oněgin (rusky: Евгений Онегин, BGN/PCGN: Yevgeniy Onegin) je román ve verších napsaný romantickým básníkem Alexandrem Sergejevičem Puškinem. Je to jedna z klasických knih ruské literatury a její hrdina sloužil za vzor mnoha jiným ruským literárním hrdinům. Byla publikována jako seriál mezi lety 1823 až 1831. První souborná edice byla vydána v roce 1833; současná kanonická edice pochází z roku 1837. Puškin dílo věnoval svému příteli a mecenáši z dob vyhnanství Petru Alexandroviči Pletňovovi, pozdějšímu rektorovi Petrohradské univerzity.

## Hlavní postavy
- Evžen Oněgin: mladý chytrý vzdělaný muž, cynik, je znuděn městským životem, zbytečný člověk
- Vladimír Lenskij: mladý básník, přítel Oněgina, žárlivý, miluje Olgu
- Olga Larinová: sestra Taťány, společenská, veselá, miluje Lenského
- Taťána Larinová: starší sestra Olgy, uzavřená, samotářská, miluje Oněgina

## Dějová zápletka
Titulní postava románu, Evžen Oněgin – mladý floutek z vyšší společnosti, který tráví své petrohradské dny dílem v nečinnosti, dílem návštěvami různých plesů a večírků plných konvencí a přetvářky, opouští rušný společenský život velkoměsta, který ho již stejně nudil, a stěhuje se na venkovské sídlo, které zdědil po svém strýci. Jeho melancholie („chandra“) ho ale neopouští. Jedinou společností je mu básník Lenský. Ten ho seznámí s rodinou Larinů, chce mu totiž představit svou milou nastávající, Olgu. U nich potká Oněgin Taťánu, která se do něj osudově zamiluje. Taťána mu napíše dopis, kde se vyznává ze své lásky. Oněgin neodpovídá. Později se potkají a Oněgin Taťáně vysvětluje, že ji nechce, protože ví, že časem by jeho láska opadla a manželství by nebylo šťastné.
Později je Lenským pozván k Larinovým na oslavu Taťánina svátku. Z večírku je ale otrávený, a tak se rozhodne vyjádřit svůj vzdor nešťastným způsobem – celý večer tančí s Olgou. Rozhněvaný Lenský vyzve Oněgina na souboj.
V souboji je Lenský zabit. Po této nešťastné smrti bývalého přítele Oněgin uniká, putuje po Rusku. Nakonec zamíří zpět do Petrohradu (po 6 letech), kde potká Taťánu, nyní již manželku významného šlechtice (Oněginova bratrance) a jednu z vůdčích osobností společenské scény. Stala se z ní chladná zklamaná žena. Nyní se dvoří Oněgin jí. Napíše jí několik dopisů, zůstanou bez odpovědi. Nakonec vyznává lásku, ale Taťána, ačkoli jej dosud miluje, odmítá jeho city. Je vdaná za jiného a tomu chce zůstat věrná.

## Význam
Evžen Oněgin je vrcholné Puškinovo dílo. Je použita takzvaná oněginská sloka, skládající ze 14 veršů. Oněgin je zde ukázkou zbytečného člověka, cynika s pokřiveným pohledem na svět, od kterého je odtržen. Jeho protikladem je citově založená a naivní Taťána, dokud se v Petrohradě sama nestane chladnou, jakým se zde předtím stal i Oněgin.

## Ukázka
Taťánin dopis Oněginovi
| „Já píši vám – co mohu více? Co ještě mohu dodati? Teď vím, že máte právo sice mne pohrdáním trestati, leč ještě věřím, nešťastnice, že mne váš milosrdný soud nemůže přece zavrhnout. Já nejdřív mlčeti jsem chtěla; a věřte: nebyl byste znal nikdy můj ostýchavý žal, kdybych jen stín naděje měla, že třeba jednou za týden vás u nás na vsi uzřím jen, abych vám slůvko mohla říci a v duchu vaši tvář a hlas než znovu navštívíte nás, dnem nocí abych mohla stříci… Však řekli, že jste samotář. Že na vsi nudíte se, víme. A z nás věru nejde zář, třebaže ze srdce vás ctíme. | Proč jenom, proč jste přišel k nám? Já v žalu opuštěné vsi té bych neznala vás, jak vás znám, ba ani žal, jejž pochopíte. Mé zármutky, v tmách duše skryté, by smířil čas, pak (kdož to ví?) bych zadala se mužovi a byla mu i věrnou ženou, i ctnostnou matkou usmířenou. Jiného? Né již, v světě ráda již nemohu mít já, tak si to prozřetelnost žádá, tak chtějí nebesa. Jsem tvá! Můj celý život mi tě slíbil, tys musel, musel přijíti, tys ten jenž Bohem seslán mi byl, až do hrobu mě chrániti. Byls vidinou mých nočních snění, už drahý mi, ač nezřený, Tvůj zrak mě mučil plameny, tvůj hlas zněl v touhy rozeznění, a nebyl to jen sen, jak zvon! | Jen vstoupil jsi už jsem tě znala, strnula jsem, tvář mi vzplála, hlas nitra řekl mi, toť on! Och ano, já tě slýchávala, tys tiše se mnou rozmlouval, když chudákům jsem pomáhala, i když jsem v prosbách klekávala, za zmatené své duše žal. Zda tys to přízraku můj milý, se do světnice v oné chvíli, průzračnou nocí nesl? Nepostáls tiše na pelestí? A slova naděje a štěstí, zdas v útěchu mi nehlesl? Kdo jsi? Můj anděl ochranitel? Či úskočný můj pokušitel? Viď, zbavíš mě mých zmatků těch? Snad je to klam, jenž svými stíny v mou nezkušenou duši leh! A mně je souzen osud jiný… Děj se co děj! Já osud svůj dnes do rukou tvých svěřuji ti. Modlím se k tobě: Při mně stůj, mé slzy v dlaně tvé se řítí… | A uvaž: Já zde sama jsem, a nikdo mi tebe nedá. A musím zahynouti, běda, i se svým němým úžasem. Čekám tě. Přijď, vytoužený. Buď lásku najevo mi dej, či těžké sny mé zpřetrhej, ať stihne mě trest zasloužený! I končím! Hrůzno mé číst psaní… Já studem, strachy umírám… Však vím, že vaše čest mě chrání a proto směle svěřuji se vám…“ |

(přeložil Josef Hora)

## Adaptace

### Hudba
Podle románu složil ruský skladatel Petr Iljič Čajkovskij stejnojmennou operu, která měla premiéru roku 1879. Obsáhlou scénickou hudbu k dramatizaci románu napsal Sergej Prokofjev (1936).

### Divadlo
- Evžen Oněgin (2011), Česko, Anfas Divadlo
- Evžen Oněgin (2007), Česko, Divadlo Petra Bezruče
- Evžen Oněgin" (2016), (Česko), (Divadlo ABC)

### Filmy
- Evžen Oněgin (film, 1911) (1911, Евгений Онегин), Rusko, režie Vasilij Gončarov, němý film
- Evžen Oněgin (film, 1958) (1958, Евгений Онегин), Sovětský svaz, režie Roman Tichomirov
- Evžen Oněgin (film, 1984) (1984, Evgeniy Onegin), USA, režie Kirk Browning, televizní zpracování Čajkovského opery v ruském originále
- Evžen Oněgin (film, 1988) (1988, Eugene Onegin), Británie, režie Petr Weigl, filmové zpracování Čajkovského opery v ruském originále
- Evžen Oněgin (film, 1994) (1994, Yevgeny Onyegin), Británie, režie Humphrey Burton televizní zpracování Čajkovského opery v ruském originále
- Oněgin (film) (1999, Onegin), USA, režie Martha Fiennesová
- Evžen Oněgin (film, 2002) (2002, Eugène Onéguine), Francie, režie Don Kent, televizní zpracování Čajkovského opery v ruském originále
- Evžen Oněgin (film, 2007) (2007, Eugen Onegin), Rakousko, režie Brian Large, televizní zpracování Čajkovského opery v ruském originále
- Oněgin (film, 2024) (2024, Онегин), Rusko, režie Sarik Andreasjan

## Česká vydání
- Eugen Oněgin, Václav Vetterle, Písek 1860 (Dostupné online), přeložil Václav Čeněk Bendl-Stránický,
- Evžen Oněgin, Jan Otto, Praha 1892 (Dostupné online), přeložil Václav Alois Jung, znovu 1900, 1913 (Dostupné online), 1919, 1923 a 1926.
- Eugen Oněgin, E. K. Rosendorf, Praha 1927, přeložil Václav Čeněk Bendl-Stránický. (Dostupné online.)
- Jevgenij Oněgin, František Topič, Praha 1935, přeložil Jindřich Najman,
- Evžen Oněgin, Sfinx, Praha 1937, přeložil Václav Alois Jung, poslední desátý zpěv přeložil po prvé do češtiny Bohumil Mathesius,
- Eugen Oněgin, Melantrich, Praha 1937 (Dostupné online), přeložil Josef Hora, znovu 1940 a 1945,
- Výbor z díla II. - Eugen Oněgin, Svoboda, Praha 1949, přeložil Josef Hora, poslední desátý zpěv přeložil Bohumil Mathesius,
- Eugen Oněgin, František Borový, Praha 1949, přeložil Josef Hora, poslední desátý zpěv přeložil Bohumil Mathesius, znovu Družstevní práce, Praha 1952, SNKLHU, Praha 1954, 1956, 1958 a 1962 a Naše vojsko, Praha 1955.
- Evžen Oněgin, Svět sovětů, Praha 1966, přeložila Olga Mašková, znovu Lidové nakladatelství, Praha 1969, Odeon, Praha 1987 a Levné knihy KMa, Praha 2008.
- Eugen Oněgin, Lidové nakladatelství, Praha 1975, přeložil Josef Hora, znovu Odeon, Praha 1977.
- Evžen Oněgin, Romeo, Praha 1999, přeložil Milan Dvořák, znovu 2007.

## Dílo online
- PUŠKIN, Aleksandr Sergejevič. Evgen Oněgin : román ve verších. Překlad Václav Čeněk Bendl-Stránický; ilustrace Josef Wenig. Praha: E.K. Rosendorf, 1927. 149 s. Dostupné online.
- PUŠKIN, Aleksandr Sergejevič. Evgen Oněgin : román ve verších. Překlad Josef Hora. Praha: Státní nakladatelství krásné literatury a umění, 1962. 298 s. Dostupné online.